# Plato troglodita
Espèce
Plato troglodita est une espèce d'araignées aranéomorphes de la famille des Theridiosomatidae.

## Distribution
Cette espèce est endémique d'Équateur. Elle se rencontre dans la province de Morona-Santiago dans la grotte Cueva de los Tayos et dans la province de Napo dans la grotte Caverna Oriente.

## Description
Le mâle holotype mesure 2,2 mm et la femelle paratype 2,4 mm. Les mâles mesurent de 2,1 à 2,2 mm et les femelles de 2,2 à 3,1 mm.

## Systématique et taxinomie
Cette espèce a été décrite par Coddington en 1986.

## Étymologie
Son nom d'espèce lui a été donné en référence à son habitat.

## Publication originale
- Coddington, 1986 : « The genera of the spider family Theridiosomatidae. » Smithsonian Contributions to Zoology, no 422, p. 1-96 (texte intégral).